# Jo Coppens
Jo Coppens (* 21. Dezember 1990 in Heusden-Zolder) ist ein belgischer Torhüter. Er steht beim VV St. Truiden unter Vertrag.

## Karriere

### Vereine
Coppens begann in der Jugendmannschaft des KRC Genk mit dem Fußballspielen. Von der dortigen U-19 wechselte er 2008 in die erste belgische Liga zu Cercle Brügge, für den Verein er zunächst dritter Torwart hinter Bram Verbist und Patrick Lane war. Am 33. Spieltag der Saison 2008/09 kam er beim 2:1-Sieg gegen KVC Westerlo zu seinem ersten Profieinsatz. In den folgenden Jahren bestritt er einige Spiele für Brügge, konnte sich jedoch nie als Stammtorhüter durchsetzen. 2014/15 wechselte er zum MVV Maastricht in die zweite niederländische Liga, für den er in seiner Premierensaison und in der Folgesaison als Stammtorhüter den Großteil der Ligaspiele bestritt. Nachdem der Verein 2016 jedoch in der Aufstiegsrelegation gescheitert war, kehrte Coppens zurück nach Belgien und schloss sich dem KSV Roeselare an. Dort vermochte er sich jedoch auch nicht durchzusetzen.
Im Sommer 2017 wechselte er als Ersatztorhüter für Raphael Koczor zum FC Carl Zeiss Jena in die dritte deutsche Liga. Dort kam er zu seinem ersten Ligaeinsatz, als er bei der 1:3-Auswärtsniederlage gegen den VfR Aalen am 4. November 2017 (15. Spieltag) in der 32. Spielminute für den verletzten Koczor eingewechselt wurde. Bedingt durch Sperren und Verletzungen Koczors kam er im weiteren Verlauf der Saison zu weiteren Einsätzen. Beim 4:2-Auswärtssieg gegen Werder Bremen II am 21. April 2018 (35. Spieltag) erzielte er mit einem weiten Abschlag den ersten Treffer seiner Karriere. Ab Sommer 2018 war der Belgier neuer Stammtorwart, wurde aber zwischen dem 19. und 27. Spieltag kurzzeitig von Koczor verdrängt. Nachdem die Mannschaft aus diesen Partien lediglich acht Punkte hatte holen können, kehrte er ins Tor zurück. In der Spielzeit 2019/20 war Coppens weiter in der Liga gesetzt, musste nur einmal wegen Schulterproblemen von Flemming Niemann, der für den gewechselten Koczor verpflichtet worden war, vertreten werden. Nachdem der vorzeitige Abstieg in die Regionalliga feststand, gab Coppens bekannt, den Verein im Sommer 2020 ablösefrei zu verlassen.
Mitte Juli 2020 unterschrieb er einen Vertrag beim norwegischen Verein Lillestrøm SK, der in der 1. Division, der zweithöchsten Liga, spielt, mit einer Laufzeit bis zum Ende der Saison 2021 (Dezember 2021). Anfang Januar 2021 schloss er sich bis Saisonende dem deutschen Drittligisten SpVgg Unterhaching an. Nachdem er mit den Hachingern den Abstieg hatte hinnehmen müssen, wechselte er zum Drittligisten MSV Duisburg. Sein Pflichtspieldebüt für den MSV Duisburg gab er am 26. Januar 2021 (23. Spieltag) bei der 0:5-Niederlage im Heimspiel gegen den 1. FC Magdeburg ab der 23. Minute für Leo Weinkauf, der aufgrund einer Notbremse mit der Roten Karte des Spielfeldes verwiesen wurde.
Nach Saisonende kehrte er in seine belgische Heimat zurück und unterschrieb einen Vertrag beim VV St. Truiden. In der ersten Saison bestritt er 4 von 34 möglichen Ligaspielen und zwei Pokalspiele für St. Truiden. In der nächsten Saison waren es erneut vier von diesmal 40 möglichen Ligaspielen und wieder zwei Pokalspielen. In der Saison 2024/25 kam er bei den ersten drei von 36 Ligaspielen sowie drei Pokalspielen zum Einsatz.

### Nationalmannschaft
Coppens war in den belgischen U-Nationalmannschaften aktiv und nahm unter anderem an der vom 18. August bis 9. September 2007 in Südkorea ausgetragenen U17-Weltmeisterschaft teil, in der Belgien in der Vorrunde nach einem Sieg über die Auswahl Tadschikistans und den Niederlagen gegen die Auswahl Tunesiens und der US-amerikanischen Auswahl in der Vorrunde scheiterte; Coppens bestritt alle drei Spiele der Gruppe E.